# Borda (Schiff, 1914)
Die Borda war ein 1914 in Dienst gestelltes Passagierschiff der britischen Reederei Peninsular and Oriental Steam Navigation Company (P&O), das im Auswandererverkehr von Großbritannien nach Australien eingesetzt wurde. Im Ersten Weltkrieg diente das Schiff als Truppentransporter und war nach dem Krieg wieder im regulären Passagierverkehr tätig. 1930 wurde die Borda nach Japan zum Abbruch verkauft.

## Das Schiff
1910 kaufte P&O die Anteile der britischen Reederei Blue Anchor Line (London) auf, die sich von dem Verlust ihres Passagierschiffs Waratah im Jahr zuvor nicht mehr erholt hatte. P&O übernahm den Australienservice der Blue Anchor Line und benannte ihn in P&O Branch Line um. Bei der Werft Caird & Company im schottischen Greenock wurden umgehend fünf neue Schwesterschiffe für den neuen Auswandererverkehr nach Australien in Auftrag gegeben.
Als erstes dieser fünf Schiffe wurde 1911 die 11.120 BRT große Ballarat fertiggestellt. Ihr folgten 1912 die Beltana (11.120 BRT), 1913 die Benalla (11.118 BRT) und die Berrima (11.137 BRT) und 1914 als letztes die Borda (11.136 BRT), deren Bestellung bei der Werft am 1. Juni 1912 aufgegeben worden war. Die Baukosten der Borda allein beliefen sich auf 208.977 Pfund Sterling (nach damaligen Geldwert).
Das 152,4 Meter lange Dampfschiff Borda hatte einen Schornstein, zwei Masten und zwei Propeller und wurde von zwei vierzylindrigen Vierfachexpansions-Dampfmaschinen der Bauwerft angetrieben, die 9000 PSi leisteten und eine Geschwindigkeit von 14 Knoten ermöglichten. Das Schiff hatte Platz für 1.100 Passagiere der Dritten Klasse. Da die Borda wie ihre Schwesterschiffe für den reinen Auswandererverkehr gedacht war, gab es keine Erste und Zweite Klasse.

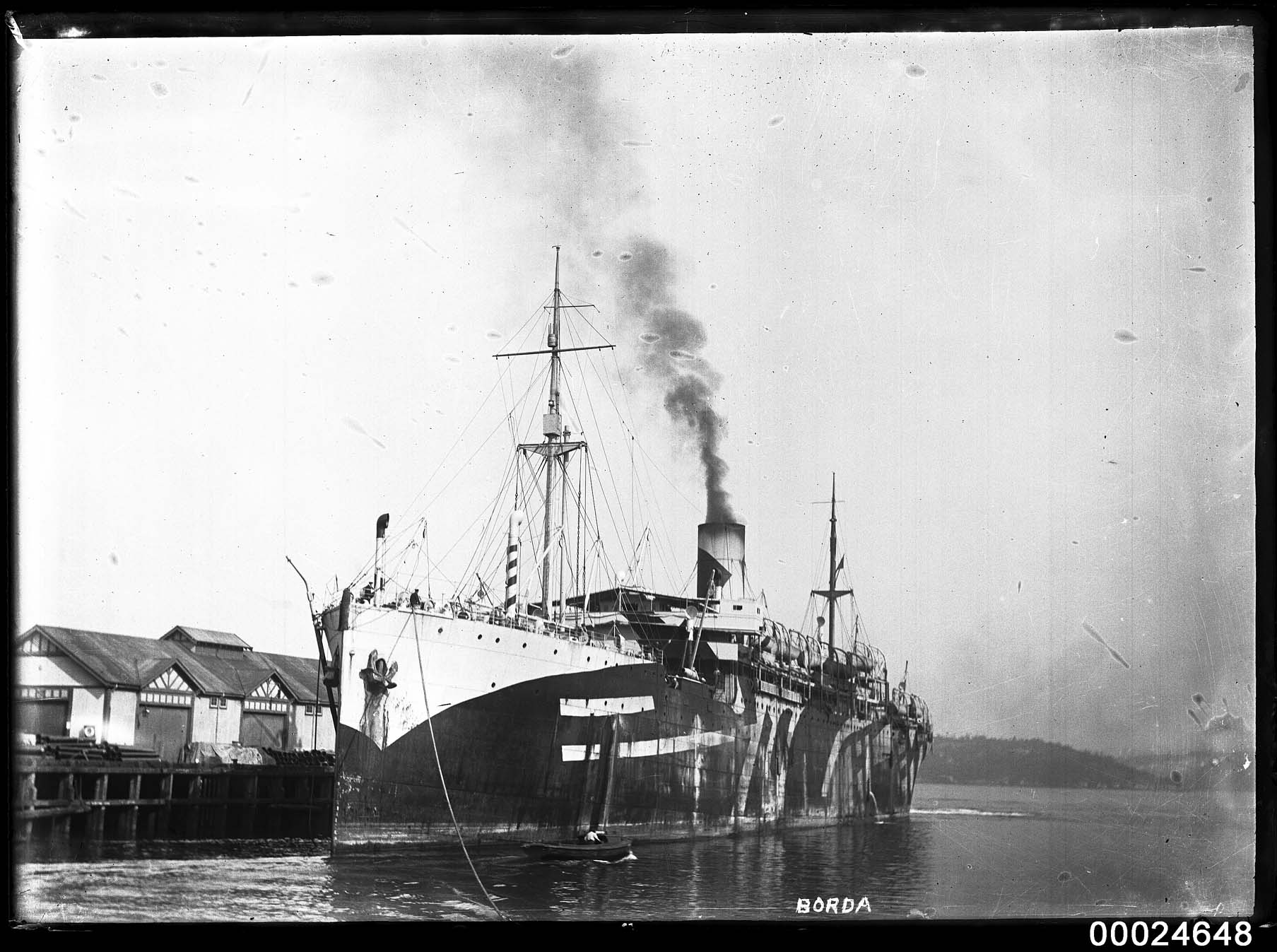
Als HMAT Borda mit Tarnanstrich (Millers Point, 1917).

Am 17. Dezember 1913 lief das Schiff bei Caird & Company vom Stapel. Die Probefahrten fanden am 27. März 1914 statt. Noch am selben Tag erfolgte die Übergabe an P&O. Die Jungfernfahrt fand im darauffolgenden April auf der üblichen Route von London über Kapstadt nach Melbourne und Sydney statt. Nur wenige Monate nach der Indienststellung brach der Erste Weltkrieg aus. Ab August 1914 war der Passagierdampfer unter der taktischen Kennung A30 als Truppentransporter im Dienst und beförderte australische Truppen. 1917 ging das Schiff an den Shipping Controller in London. 1920 wurde die Borda wieder ihrer Reederei überstellt und wieder in den Australiendienst eingegliedert.
1928 wurde die Borda schließlich aufgelegt und im August 1930 für 28.850 Pfund Sterling an Tokai Shoji Kabushiki Kaisha nach Japan für die Verschrottung in Kōbe verkauft.